# U.S. Route 290
La U.S. Route 290 (US 290) est une US Route auxiliaire de la US 90 se trouvant entièrement au Texas. Son terminus ouest est à la jonction avec l'I-10 près de Segovia et son terminus est est à la jonction avec l'I-610 dans le nord-ouest de Houston. Il s'agit de la route principale entre Houston et Austin et agit comme raccourci pour contourner San Antonio sur l'I-10. La US 290 ne rencontre pas directement sa route-mère, la US 90, mais des rampes d'accès à son terminus est la mènent à la US 90 et à l'I-10.

## Description du tracé

### Texas
La US 290 débute à l'intersection avec l'I-10 environ 12 miles (19 km) au sud-est de Segovia. Elle se dirige vers l'est en traversant des étendues rurales constituées de fermes dans le Texas Hill Country avant d'atteindre Harper, où elle est la route principale ouest–est de la ville. Ensuite, la US 290 traverse plusieurs cours d'eau et d'autres régions agricoles où elle rejoint la US 87 et traverse Fredericksburg. Le routes se séparent dans la ville et la US 290 continue vers l'est. Elle se rend ensuite à Johnson City où elle rencontre la US 281. Les routes forment un multiplex vers le sud jusqu'à un point à mi-chemin entre Johnson City et Blanco. Elle se poursuit vers l'est et traverse Dripping Springs avant d'arriver à Austin. La route traverse le sud-ouest d'Austin et rejoint l'I-35 vers le nord pour traverser une partie de la ville. Peu après avoir quitté l'autoroute, elle croise la US 183. Au-delà de ce croisement, le tracé principal devient une autoroute à péage. La US 290 se déporte sur les routes de service longeant le tracé principal. Près de Manor, le segment à péage prend fin et la route continue vers l'est. Elle passe par Elgin, Giddings, Brenham et Hempstead, où elle devient une autoroute jusqu'à Houston. Elle se dirige vers le sud-est et passe par les banlieues nord-ouest de Houston comme Cypress et Jersey Village avant d'atteindre l'I-610, son terminus est.

## Intersections majeures
Texas
 I-10 près de Segovia
 US 87 à Fredericksburg. Les routes forment un multiplex dans la ville.
 US 281 à Johnson City. Les routes forment un multiplex jusqu'au sud de Johnson City.
 I-35 à Austin. Les routes forment un multiplex dans la ville.
 US 183 à Austin
 US 77 à Giddings
 I-610 à Houston